# Little River (Hodgkinson River)
Der Little River ist ein Fluss in der Region Far North Queensland im Nordosten des australischen Bundesstaates Queensland.

## Geographie
Der Fluss entspringt etwa 100 Kilometer westlich von Cairns an den Nordhängen des Arringunna Mountain in den Atherton Tablelands, einem Teil der Great Dividing Range. Er fließt in vielen Mäandern nach Norden und mündet rund fünf Kilometer südlich der Siedlung Mount Mulligan in den Hodgkinson River.